# Mervia
Mervia là một chi bướm đêm thuộc họ Noctuidae.

## Loài
- Mervia kuznetzovi Daricheva, 1961